# Tom Tancredo
Thomas Gerard Tancredo (Denver, 20 dicembre 1945) è un politico statunitense.

## Biografia
Laureato in scienze politiche, Tancredo nasce in una famiglia di origine italiana. Inizialmente cattolico, si converte al presbiterianesimo. Nel 1977 si sposa con Jackie Tancredo, da cui ha due figli e cinque nipoti.
Esponente del Partito Repubblicano, dal 1999 fa parte del Congresso, venendo eletto in Colorado. Nel 2007 annuncia la sua intenzione di candidarsi alle elezioni presidenziali del 2008 ma viene escluso dalle primarie repubblicane per insufficienza di fondi raccolti; in seguito a questa decisione, Tancredo appoggia Mitt Romney.